# Djanti (peuple)
Pour les articles homonymes, voir Djanti.
Les Djanti (ou Mejanti, Minjanti, Njanti) sont une population du Cameroun vivant dans la Région du Centre, le département du Mbam-et-Kim, la commune de Ngoro, dans quelques villages tels que Nyabidi, Nyafianga, Nyakengueng, Nyamoko ou Nyandingui.

## Langues
Ils parlent le djanti (ou tibea), une langue en danger du groupe bafia, dont on ne dénombrait que 1 400 locuteurs en 1992. Les plus jeunes apprennent le français.